# 찰리 로즈 (토크 쇼)

찰리 로즈(Charlie Rose)는 찰리 로즈가 진행하는 토크 쇼이다.
1991년 10월 30일부터 현재까지 진행되고 있다.